# Лю Минхуан
Лю Минхуа́н (кит. трад. 劉明煌, упр. 刘明煌, пиньинь Liú Mínghuáng; род. 17 сентября 1984) — тайваньский стрелок из лука, член национальной сборной Тайваня на Олимпийских играх 2004 года. Серебряный призёр Олимпийских игр 2004 года в Афинах в командном первенстве.

## Спортивная карьера
На проходивших в Пусане летних Азиатских играх 2002 года завоевал серебряную медаль в командном первенстве.
В 2007 году в Лейпциге на Чемпионате мира по стрельбе из лука в командном первенстве выиграл бронзовую медаль.

### Олимпийские игры 2004 года
В личном первенстве смог успешно выступить в квалификационном раунде, заняв 11-е место и набрав 663 очка. В 1/32 финала победил Кена Апричарда из Новой Зеландии. В 1/16 финала уступил Вику Вандерле из США (серебряный призёр Олимпийских игр 2000 года в личном первенстве и бронзовый призёр в командном первенстве). По итогам соревнований Лю Минхуан занял 20-е место.

В составе сборной принял участие в командном первенстве. Выиграв в четвертьфинале и полуфинале у сборных Австралии и США соответственно, уступили в финальном матче только спортсменам из Южной Кореи.